# گلدشمیت (دهانه)
گلداشمیت یک دهانه برخوردی در ماه‌ است.

## دهانه‌های اقماری
این دهانه ۴ دهانه اقماری دارد.
| Goldschmidt | عرض جغرافیایی | طول جغرافیایی | قطر          |
| ----------- | ------------- | ------------- | ------------ |
| A           | ۷۲.۵° N       | ۲.۵° W        | ۷.۰ کیلومتر  |
| C           | ۷۱.۱° N       | ۶.۰° W        | ۷.۰ کیلومتر  |
| B           | ۷۰.۶° N       | ۶.۷° W        | ۱۰.۰ کیلومتر |
| D           | ۷۵.۳° N       | ۷.۷° W        | ۱۴.۰ کیلومتر |